# 軽い気持ちのジュリア
「軽い気持ちのジュリア」（かるいきもちのジュリア）は、1992年3月4日にリリースされた酒井法子の20枚目のシングルである。

## 解説
カップリングの「うれし涙」は『電影少女 -VIDEO GIRL AI-』のオープニング・テーマとして起用された。ジャケット裏には『電影少女』のイラストが掲載されている。

## 売上
週間オリコンチャートにおいては19位を記録（売上枚数2.5万枚）。登場週数は3週。

## 収録曲
1. 軽い気持ちのジュリア
  - 作詞：康珍化 / 作曲：上田知華 / 編曲：URAN
2. うれし涙
  - 作詞作曲：遠藤響子 / 編曲：清水信之

## 収録アルバム
- Singles 〜NORIKO BEST〜 II
- TWIN BEST
- 大好き 〜My Moments Best〜
- NORIKO BOX 30th Anniversary Mammoth Edition
- Premium Best